# Z29
O Z29 foi um contratorpedeiro operado pela Kriegsmarine e a sétima embarcação Tipo 1936A. Sua construção começou em março de 1940 nos estaleiros da Deutsche Schiff- und Maschinenbau em Bremen e foi lançado ao mar em outubro do mesmo ano, sendo comissionado na frota alemã em maio de 1941. Era armado com uma bateria principal de quatro canhões de 149 milímetros mais oito tubos de torpedo de 533 milímetros, tinha um deslocamento carregado de mais de três mil toneladas e conseguia alcançar uma velocidade máxima de 36 nós (67 quilômetros por hora).
O Z29 entrou em serviço no meio da Segunda Guerra Mundial e uma de suas primeira ações foi a Operação Cerberus no início de 1942, quando foi a capitânia da força de escolta. Depois disso passou a maior parte de sua carreira na Noruega escoltando embarcações e estabelecendo campos minados, mas participou da Batalha do Mar de Barents no final do ano. Foi danificado por ataques aéreos britânicos em setembro de 1943 e em julho de 1944, ajudando depois na evacuação da Noruega. Foi capturado pelos Aliados ao final da guerra e deliberadamente afundado em 1946.